# ظبي الشجيرات
ظبي الشجيرات (الاسم العلمي: Tragelaphus scriptus أو Tragelaphus sylvaticus) ظبي لونه بني محمر مع علامات بيضاء وقرون ملتوية حلزونية في الذكور. يتوطن أفريقيا جنوب الصحراء في أنغولا، بنين، بوتسوانا، بوركينا فاسو، بورندي، الكاميرون، جمهورية أفريقيا الوسطى، تشاد، الكونغو، جمهورية الكونغو الديمقراطية، ساحل العاج، غينيا الاستوائية، إثيوبيا، الغابون، غامبيا، غانا، غينيا، غينيا بيساو، كينيا، ليبيريا، مالاوي، مالي، موريتانيا، موزمبيق، ناميبيا، النيجر، نيجيريا، رواندا، السنغال، سيراليون، الصومال، جنوب أفريقيا، جنوب السودان، السودان، سوازيلاند، تنزانيا، توغو، أوغندا، زامبيا وزيمبابوي.